# Carolyn McRorie
Carolyn Darbyshire-McRorie (ur. 6 grudnia 1963 w Arborg, Manitoba), kanadyjska curlerka, srebrna medalistka olimpijska z Vancouver 2010. W latach 2005–2011 grała jako druga w drużynie Cheryl Bernard, jest zawodniczką Calgary Curling Club.
Darbyshire w curling gra od 11 roku życia. W 2001 jako trzecia w zespole Heather Rankin (wówczas Fowlie) wystąpiła w Canadian Olympic Curling Trials. Zespół zajął wówczas 6. miejsce. W sezonie 2004/2005 była członkinią drużyny Renelle Bryden, dotarła wówczas do półfinału Trail Appliance Ltd Autumn Gold Curling Classic i finału BDO Curling Classic.
Od sezonu 2005/2006 Carolyn Darbyshire gra w obecnym składzie. Z tym zespołem wygrała w 2007 i 2009 mistrzostwa Alberty i wystąpiła na Tournament of Hearts zajmując odpowiednio 5. i 7. lokaty. W 2009 ponownie grała w eliminacjach olimpijskich, wygrywając ten turniej w lutym 2010 reprezentowała Kanadę na Zimowych Igrzyskach Olimpijskich w Vancouver. Gospodynie turnieju zakwalifikowały się do finału, w którym uległy 6:7 Szwedkom (Anette Norberg).
8 lutego 2011 zawodniczki ogłosiły rozpad zespołu olimpijskiego. Darbyshire i Morris postanowiły utworzyć własne drużyny. Carolyn Darbyshire stwierdziła, że gdy będzie to potrzebne z chęcią wystąpi jako rezerwowa u boku Bernard. W sezonie 2011/2012 McRorie stworzyła swój zespół. Występowała również z Shannon Kleibrink, w jej składzie zastępowała Bronwen Webster.
Carolyn Darbyshire znana jest z wykonywania bardzo niskiej pozycji przy wypuszczaniu kamienia (tzw. Manitoba tuck) oraz z częstego używania przy wykonywaniu zagrań kukurydzianej szczotki.

## Wielki Szlem
| Turniej                | 2006/2007 | 2007/2008 | 2008/2009 | 2009/2010 | 2010/2011 |
| ---------------------- | --------- | --------- | --------- | --------- | --------- |
| Autumn Gold            | SF        | x         | F         | QF        | QF        |
| Manitoba Lotteries     | x         | SF        | QF        | QF        | x         |
| Wayden Transportation  | QF        | x         | SF        | —         | —         |
| Sobeys Slam            | —         | x         | x         | —         | A         |
| Players’ Championships | SF        | SF        | SF        | W         | QF        |

| —  | = turniej nie odbył się                     |
| A  | = nie uczestniczyła                         |
| x  | = nie zakwalifikowała się do fazy finałowej |
| QF | = ćwierćfinał                               |
| SF | = półfinał                                  |
| F  | = finał                                     |
| W  | = zwycięstwo                                |

## Drużyna
|           | Czwarta            | Trzecia            | Druga              | Otwierająca   |
| --------- | ------------------ | ------------------ | ------------------ | ------------- |
| 2011/2012 | Carolyn Darbyshire | Marcy Balderston   | Raylene Rocque     | Karen McNamee |
| 2005/2011 | Cheryl Bernard     | Susan O’Connor     | Carolyn Darbyshire | Cori Bartel   |
| 2004/2005 | Renelle Bryden     | Nancy Smith        | Carolyn Darbyshire | Karen Ruus    |
| 2001/2002 | Heather Fowlie     | Carolyn Darbyshire | Bronwen Saunders   | Denise Martin |

## CTRS
Pozycje drużyn Carolyn McRorie w rankingu CTRS:
- 2011–2012 – nienotowana
- 2010–2011 – 8.
- 2009–2010 – 2.
- 2008–2009 – 4.
- 2007–2008 – 6.
- 2006–2007 – 4.